# Vaillant Group
Die Vaillant Group ist ein international tätiges Familienunternehmen, das Produkte in den Bereichen Heizen, Kühlen und Warmwasser herstellt.
Der Konzern beschäftigt weltweit rund 16.000 Mitarbeiter und erzielt einen Jahresumsatz von rund 3,2 Milliarden Euro. Das Produktportfolio umfasst elektrische Wärmepumpen, Gas-Brennwertheizgeräte und digitale Servicedienstleistungen für Heizungsbesitzer, Fachhandwerker sowie Immobiliengesellschaften. Der rechtliche Sitz der Vaillant Group ist Remscheid in Nordrhein-Westfalen.
2021 befand sich die Gruppe auf Platz 98 der umsatzstärksten Familienunternehmen Deutschlands.

## Geschichte
Im Jahr 1874 gründete Johann Vaillant einen Installationshandwerkbetrieb. 1894 meldete er das Patent für einen neuartigen Gasbadeofen „geschlossenes System“ an. Mit dem Gerät war es erstmals möglich, Wasser hygienisch zu erhitzen, ohne Kontakt mit den Verbrennungsgasen. Dies stellte zu jener Zeit eine technische Innovation dar. Im Jahr 1924 folgte die Entwicklung des ersten Zentralheizungskessels. Dieser ermöglichte die heute noch übliche Beheizung eines Gebäudes mit einem zentralen Heizgerät und mehreren Heizkörpern/Radiatoren in einzelnen Zimmern.
Wichtige Entwicklungen in der Unternehmensgeschichte bilden die Markteinführung des ersten wandhängenden Umlaufwasserheizer Circo-Geyser im Jahr 1961 sowie des ersten selbstentwickelten und -produzierten Wandheizgeräts auf der Basis von Brennwerttechnik im Jahr 1995. Mit der Übernahme der britischen Hepworth Group folgte im Jahr 2001 die Internationalisierung und Erweiterung des Marken- und Produktportfolios sowie des Vertriebs- und Produktionsnetzwerks. Die Internationalisierung wurde 2007 mit der Übernahme der Mehrheitsanteile am türkischen Heiz- und Klimatechnikspezialisten Türk Demir Döküm Fabrikalari fortgesetzt.
Im Jahr 2006 begann die Produktion von Wärmepumpen. Im Jahr 2008 folgte die erste eigene Produktion von thermischen Solarkollektoren in industriellem Maßstab. Seitdem bilden Produkte auf der Basis von Gas-Brennwerttechnik, Wärmepumpen und Systeme, die mehrere anlagentechnische miteinander kombinieren sowie digitale Dienstleistungen, das Kerngeschäft.

## Marken und Standorte
Die Vaillant Group bündelt acht internationale Heiztechnikmarken unter ihrem Dach. Die Marken der Gruppe werden vertrieblich getrennt in den europäischen und außer-europäischen Märkten geführt und sind in mehr als 60 Ländern präsent. Zur Markenfamilie der Vaillant Group gehören die Marken Vaillant (gegründet 1874, Deutschland), Saunier Duval (1907, Frankreich), awb (1934, Niederlande), Bulex (1934, Belgien), Demir Döküm (1954, Türkei), Glow-worm (1934, Großbritannien), Hermann Saunier Duval (1970, Italien) und Protherm (1991, Tschechien).
Das Unternehmen unterhält 13 Standorte für Entwicklung und Produktion verteilt auf fünf europäische Länder, die Türkei und China. In Deutschland gibt es drei Standorte (Bergheim, Roding und rechtlicher Sitz in Remscheid). In der Slowakei wird an den beiden Standorten Trenčín und Skalica produziert. Weitere Standorte sind Nantes/Frankreich, Belper/Großbritannien, Vitoria/Spanien, Bozüyük/Türkei und Wuxi/China. Der regionale Fokus der Geschäftstätigkeit liegt auf ganz Europa, der Türkei und China.
In Remscheid wurde 2020 das Johann Vaillant Technology Center (JVTC) eröffnet. In dem Forschungs- und Entwicklungszentrum entwickelt das Unternehmen zukünftige Heiztechnik-Lösungen. Der zentrale Bereich des JVTC ist das Test Center, welches über neun verschiedene Laborbereiche und mehr als 180 Prüfstände verfügt. Dazu zählen ein Falltestraum, ein Windtestraum und ein Beregnungslabor für die Prüfung des Schutzes vor Feuchtigkeit. Getestet wird sowohl nach Standardverfahren als auch in spezifisch eingerichteten Testkonfigurationen.

## Produkte
Zum Kerngeschäft zählen wandhängende und bodenstehende Heizgeräte auf der Basis von Brennwerttechnik, Solarthermie-Anlagen zur Warmwasserbereitung und Heizungsunterstützung, Wärmepumpentechnologien, Lüftungsanlagen für Niedrigenergiehäuser, Regelungstechnik, Gas- und Elektrowasserheizer, Klimaanlagen, Heizkörper und zugehörige Dienstleistungen.

## Soziales Engagement
Zwischen „SOS-Kinderdörfer weltweit“ und der Vaillant Group besteht eine langfristige Partnerschaft. Im Rahmen dieser Kooperation unterstützt das Unternehmen die Kinderhilfsorganisation in mehr als 20 Ländern mit moderner Heiztechnik und sozialen Projekten.

## Auszeichnungen
- 40 iF Industrie Forum Design Awards
- Red Dot Design Award (2002, 2005, 2006, 2007, 2009, 2010, 2011, 2017, 2018)
- Deutscher Nachhaltigkeitspreis für das nachhaltigste Produkt Deutschlands (2011)
- B.A.U.M. Umweltpreis (2014)
- Deutscher Nachhaltigkeitspreis als nachhaltigstes Großunternehmen (2015)